# Cedar City
Cedar City je město v okresu Iron County ve státě Utah ve Spojených státech amerických. K roku 2000 zde žilo 28 857 obyvatel. S celkovou rozlohou 52 km² byla hustota zalidnění 394,5 obyvatel na km².